# Musculi interossei dorsales pedis
De musculi interossei dorsales pedis zijn skeletspieren in de voet die de derde en vierde tenen abduceert. De tweede teen is aan weerszijden voorzien van spieren en beweegt bij aanspannen van beide niet. De krachtige musculi interossei dorsales pedis worden met de musculi interossei plantares pedis gebruikt om de tenen te richten bij grote inspanning.